# Venezuelai labdarúgó-válogatott
A Venezuelai labdarúgó-válogatott Venezuela nemzeti labdarúgó csapata, amelyet a venezuelai labdarúgó-szövetség irányít (spanyolul: Federación Venezolana de Futból).
Az eredetileg CONCACAF-tagország nemzetközi debütálására 1938-ban került sor, és 1958-ban igazoltak át a CONMEBOL-ba. Az egyetlen válogatott a CONMEBOL térségből, amelyik még soha nem jutott ki világbajnokságra. A világbajnoki selejtezőkben egészen 1966-ig nem vettek részt. 
A válogatott legjobb eredménye egy negyedik hely a 2011-es Copa Américán. A hazai meccseket általában felváltva játsszák két stadionban San Cristóbalban és Maracaibóban, a barátságos találkozókat pedig az ország különböző stadionjaiban rendezik meg. Venezuela rendezte a 2007-es Copa Américát.

## A válogatott története

### Világbajnokság
Venezuela a világbajnokság selejtezőiben először 1966-ban vett részt. Ekkor összekerültek Uruguayjal és Peruval, de négy mérkőzés alatt egyetlen pontot sem szereztek.
Az 1974-es világbajnokság selejtezőitől visszaléptek és az 1978-as világbajnokságra tértek vissza a selejtező mérkőzésekbe. Első győzelmüket Bolívia ellen szerezték, amelyet az 1982-es vb selejtezőiben érték el. Ez a győzelem értékesnek számított, mivel nem tudtak mérkőzést nyerni egészen 1994-ig, amikor Ecuadort győzték le. Az 1998-as világbajnokság selejtezőiben Argentína ellen 5-2-es vereséget szenvedtek, azonban a mérkőzés érdekessége volt, hogy a venezuelai kapus Rafael Dudamel szabadrúgásból gólt szerzett.
A 2002-es és 2010-es selejtezők közötti időszakban észrevehető volt, hogy a venezuelai labdarúgás komoly javuláson ment keresztül. A 2010-es világbajnokság selejtezőit történelmi győzelemmel kezdték, ugyanis Quitóban győzték le Ecuador válogatottját, ahol az ecuadoriak hosszú ideig tartották a veretlenségüket. Bolíviát is legyőzték 1–0-ra La Pazban, történetük során először. A selejtezősorozat végén 22 ponttal a csoport nyolcadik helyén végeztek megelőzve Perut és Bolíviát.
A 2014-es világbajnokság selejtezőiben Argentína 1–0-s legyőzésével történelmi jelentőségű sikert értek el. A selejtezők végén 20 ponttal a hatodik helyen végeztek.

### Copa América
A Copa Américán először 1967-ben vettek részt és az 5. helyen végeztek, miután legyőzték Bolíviát 3-0 arányban. Az 1975-ös Copan egy csoportba kerültek Brazíliával és Argentínával. Ezen a tornán szenvedték el mindmáig legnagyobb arányú vereségüket, amikor Argentína ellen 11-0-ra kaptak ki. Az 1979-es Copa América volt a korszak két leghíresebb venezuelai játékosának Luis Mendozának és Rafael Santanának időszaka. A tornán 0–0-s döntetlent játszottak Kolumbiával és 1–1-es döntetlent értek el Peruval. Az 1989-es kontinensviadalon Carlos Maldonado középpályásként 4 gólig jutott.
A 2011-es Copa Américán Venezuela a negyedik helyen végzett, ami a válogatott történetének legjobb eredménye. A negyeddöntőben Chilét győzték le 2–1-re, majd az elődöntőben 0–0-s döntetlen után büntetőkkel maradtak alul Paraguayjal szemben. A bronzmérkőzésen Perutól kaptak ki 4–1-re.

## Nemzetközi eredmények

### Világbajnoki szereplés
| Év       | Eredmény      | Hely          | M             | GY            | D             | V             | RG            | KG            |
| -------- | ------------- | ------------- | ------------- | ------------- | ------------- | ------------- | ------------- | ------------- |
| 1930     | Nem indult    | Nem indult    | Nem indult    | Nem indult    | Nem indult    | Nem indult    | Nem indult    | Nem indult    |
| 1934     | Nem indult    | Nem indult    | Nem indult    | Nem indult    | Nem indult    | Nem indult    | Nem indult    | Nem indult    |
| 1938     | Nem indult    | Nem indult    | Nem indult    | Nem indult    | Nem indult    | Nem indult    | Nem indult    | Nem indult    |
| 1950     | Nem indult    | Nem indult    | Nem indult    | Nem indult    | Nem indult    | Nem indult    | Nem indult    | Nem indult    |
| 1954     | Nem indult    | Nem indult    | Nem indult    | Nem indult    | Nem indult    | Nem indult    | Nem indult    | Nem indult    |
| 1958     | Visszalépett  | Visszalépett  | Visszalépett  | Visszalépett  | Visszalépett  | Visszalépett  | Visszalépett  | Visszalépett  |
| 1962     | Nem indult    | Nem indult    | Nem indult    | Nem indult    | Nem indult    | Nem indult    | Nem indult    | Nem indult    |
| 1966     | Nem jutott be | Nem jutott be | Nem jutott be | Nem jutott be | Nem jutott be | Nem jutott be | Nem jutott be | Nem jutott be |
| 1970     | Nem jutott be | Nem jutott be | Nem jutott be | Nem jutott be | Nem jutott be | Nem jutott be | Nem jutott be | Nem jutott be |
| 1974     | Visszalépett  | Visszalépett  | Visszalépett  | Visszalépett  | Visszalépett  | Visszalépett  | Visszalépett  | Visszalépett  |
| 1978     | Nem jutott be | Nem jutott be | Nem jutott be | Nem jutott be | Nem jutott be | Nem jutott be | Nem jutott be | Nem jutott be |
| 1982     | Nem jutott be | Nem jutott be | Nem jutott be | Nem jutott be | Nem jutott be | Nem jutott be | Nem jutott be | Nem jutott be |
| 1986     | Nem jutott be | Nem jutott be | Nem jutott be | Nem jutott be | Nem jutott be | Nem jutott be | Nem jutott be | Nem jutott be |
| 1990     | Nem jutott be | Nem jutott be | Nem jutott be | Nem jutott be | Nem jutott be | Nem jutott be | Nem jutott be | Nem jutott be |
| 1994     | Nem jutott be | Nem jutott be | Nem jutott be | Nem jutott be | Nem jutott be | Nem jutott be | Nem jutott be | Nem jutott be |
| 1998     | Nem jutott be | Nem jutott be | Nem jutott be | Nem jutott be | Nem jutott be | Nem jutott be | Nem jutott be | Nem jutott be |
| 2002     | Nem jutott be | Nem jutott be | Nem jutott be | Nem jutott be | Nem jutott be | Nem jutott be | Nem jutott be | Nem jutott be |
| 2006     | Nem jutott be | Nem jutott be | Nem jutott be | Nem jutott be | Nem jutott be | Nem jutott be | Nem jutott be | Nem jutott be |
| 2010     | Nem jutott be | Nem jutott be | Nem jutott be | Nem jutott be | Nem jutott be | Nem jutott be | Nem jutott be | Nem jutott be |
| 2014     | Nem jutott be | Nem jutott be | Nem jutott be | Nem jutott be | Nem jutott be | Nem jutott be | Nem jutott be | Nem jutott be |
| 2018     | Nem jutott be | Nem jutott be | Nem jutott be | Nem jutott be | Nem jutott be | Nem jutott be | Nem jutott be | Nem jutott be |
| Összesen |               | 0/21          |               |               |               |               |               |               |

| Dél-Amerika bajnokság | Dél-Amerika bajnokság | Dél-Amerika bajnokság | Dél-Amerika bajnokság | Dél-Amerika bajnokság | Dél-Amerika bajnokság | Dél-Amerika bajnokság | Dél-Amerika bajnokság | Dél-Amerika bajnokság |
| Év                    | Eredmény              | Hely                  | M                     | Gy                    | D                     | V                     | RG                    | KG                    |
| --------------------- | --------------------- | --------------------- | --------------------- | --------------------- | --------------------- | --------------------- | --------------------- | --------------------- |
| 1916                  | Nem indult            | Nem indult            | Nem indult            | Nem indult            | Nem indult            | Nem indult            | Nem indult            | Nem indult            |
| 1917                  | Nem indult            | Nem indult            | Nem indult            | Nem indult            | Nem indult            | Nem indult            | Nem indult            | Nem indult            |
| 1919                  | Nem indult            | Nem indult            | Nem indult            | Nem indult            | Nem indult            | Nem indult            | Nem indult            | Nem indult            |
| 1920                  | Nem indult            | Nem indult            | Nem indult            | Nem indult            | Nem indult            | Nem indult            | Nem indult            | Nem indult            |
| 1921                  | Nem indult            | Nem indult            | Nem indult            | Nem indult            | Nem indult            | Nem indult            | Nem indult            | Nem indult            |
| 1922                  | Nem indult            | Nem indult            | Nem indult            | Nem indult            | Nem indult            | Nem indult            | Nem indult            | Nem indult            |
| 1923                  | Nem indult            | Nem indult            | Nem indult            | Nem indult            | Nem indult            | Nem indult            | Nem indult            | Nem indult            |
| 1924                  | Nem indult            | Nem indult            | Nem indult            | Nem indult            | Nem indult            | Nem indult            | Nem indult            | Nem indult            |
| 1925                  | Nem indult            | Nem indult            | Nem indult            | Nem indult            | Nem indult            | Nem indult            | Nem indult            | Nem indult            |
| 1926                  | Nem indult            | Nem indult            | Nem indult            | Nem indult            | Nem indult            | Nem indult            | Nem indult            | Nem indult            |
| 1927                  | Nem indult            | Nem indult            | Nem indult            | Nem indult            | Nem indult            | Nem indult            | Nem indult            | Nem indult            |
| 1929                  | Nem indult            | Nem indult            | Nem indult            | Nem indult            | Nem indult            | Nem indult            | Nem indult            | Nem indult            |
| 1935                  | Nem indult            | Nem indult            | Nem indult            | Nem indult            | Nem indult            | Nem indult            | Nem indult            | Nem indult            |
| 1937                  | Nem indult            | Nem indult            | Nem indult            | Nem indult            | Nem indult            | Nem indult            | Nem indult            | Nem indult            |
| 1939                  | Nem indult            | Nem indult            | Nem indult            | Nem indult            | Nem indult            | Nem indult            | Nem indult            | Nem indult            |
| 1941                  | Nem indult            | Nem indult            | Nem indult            | Nem indult            | Nem indult            | Nem indult            | Nem indult            | Nem indult            |
| 1942                  | Nem indult            | Nem indult            | Nem indult            | Nem indult            | Nem indult            | Nem indult            | Nem indult            | Nem indult            |
| 1945                  | Nem indult            | Nem indult            | Nem indult            | Nem indult            | Nem indult            | Nem indult            | Nem indult            | Nem indult            |
| 1946                  | Nem indult            | Nem indult            | Nem indult            | Nem indult            | Nem indult            | Nem indult            | Nem indult            | Nem indult            |
| 1947                  | Nem indult            | Nem indult            | Nem indult            | Nem indult            | Nem indult            | Nem indult            | Nem indult            | Nem indult            |
| 1949                  | Nem indult            | Nem indult            | Nem indult            | Nem indult            | Nem indult            | Nem indult            | Nem indult            | Nem indult            |
| 1953                  | Nem indult            | Nem indult            | Nem indult            | Nem indult            | Nem indult            | Nem indult            | Nem indult            | Nem indult            |
| 1955                  | Nem indult            | Nem indult            | Nem indult            | Nem indult            | Nem indult            | Nem indult            | Nem indult            | Nem indult            |
| 1956                  | Nem indult            | Nem indult            | Nem indult            | Nem indult            | Nem indult            | Nem indult            | Nem indult            | Nem indult            |
| 1957                  | Nem indult            | Nem indult            | Nem indult            | Nem indult            | Nem indult            | Nem indult            | Nem indult            | Nem indult            |
| 1959                  | Nem indult            | Nem indult            | Nem indult            | Nem indult            | Nem indult            | Nem indult            | Nem indult            | Nem indult            |
| 1959                  | Nem indult            | Nem indult            | Nem indult            | Nem indult            | Nem indult            | Nem indult            | Nem indult            | Nem indult            |
| 1963                  | Nem indult            | Nem indult            | Nem indult            | Nem indult            | Nem indult            | Nem indult            | Nem indult            | Nem indult            |
| 1967                  | 5. hely               | 5.                    | 5                     | 1                     | 0                     | 4                     | 7                     | 16                    |
| Összesen              | 5. hely               | 1/29                  | 5                     | 1                     | 0                     | 4                     | 7                     | 16                    |

| Copa América | Copa América | Copa América | Copa América | Copa América | Copa América | Copa América | Copa América | Copa América |
| Év           | Eredmény     | Hely         | M            | Gy           | D            | V            | RG           | KG           |
| ------------ | ------------ | ------------ | ------------ | ------------ | ------------ | ------------ | ------------ | ------------ |
| 1975         | Csoportkör   | 10.          | 4            | 0            | 0            | 4            | 1            | 26           |
| 1979         | Csoportkör   | 10.          | 4            | 0            | 2            | 2            | 1            | 12           |
| 1983         | Csoportkör   | 10.          | 4            | 0            | 1            | 3            | 1            | 10           |
| 1987         | Csoportkör   | 10.          | 2            | 0            | 0            | 2            | 1            | 8            |
| 1989         | Csoportkör   | 10.          | 4            | 0            | 1            | 3            | 4            | 11           |
| 1991         | Csoportkör   | 10.          | 4            | 0            | 0            | 4            | 1            | 15           |
| 1993         | Csoportkör   | 11.          | 3            | 0            | 2            | 1            | 6            | 11           |
| 1995         | Csoportkör   | 12.          | 3            | 0            | 0            | 3            | 7            | 10           |
| 1997         | Csoportkör   | 12.          | 3            | 0            | 0            | 3            | 0            | 5            |
| 1999         | Csoportkör   | 12.          | 3            | 0            | 0            | 3            | 1            | 13           |
| 2001         | Csoportkör   | 11.          | 3            | 0            | 0            | 3            | 0            | 7            |
| 2004         | Csoportkör   | 11.          | 3            | 0            | 1            | 2            | 2            | 5            |
| 2007         | Negyeddöntő  | 6.           | 4            | 1            | 2            | 1            | 5            | 6            |
| 2011         | Elődöntő     | 4.           | 6            | 2            | 3            | 1            | 7            | 8            |
| 2015         | Csoportkör   | 9.           | 3            | 1            | 0            | 2            | 2            | 3            |
| 2016         | Negyeddöntő  | 6.           | 4            | 2            | 1            | 1            | 4            | 5            |
| 2019         | Résztvevő    | Résztvevő    | Résztvevő    | Résztvevő    | Résztvevő    | Résztvevő    | Résztvevő    | Résztvevő    |
| Összesen     | Elődöntő     | 16/16        | 57           | 6            | 13           | 38           | 43           | 155          |

## Mezek a válogatott története során
A venezuelai válogatott hagyományos szerelése bordó mez, bordó nadrág és fehér vagy bordó sportszár.
| (1926) | (1967) | (1970) | (1977) | (1979) | (1981) | (1982) | (1986) | (1989) |

| (1990) | (1993) | (1994) | (1995) | (1996) | (1997) | (1998) | (1999) | (1999) |  |

| (2001) | (2004) | (2005) | (2007) | (2010) | (2011) | (2011– 2013) |  |

### Játékoskeret
A  2019-es Copa Américára nevezett 23 fős keret.
A pályára lépések és gólok száma a  Mexikó elleni 2019. május 31-én mérkőzés után lett frissítve.
| Szám | Poszt | Név                   | Születési dátum / Kor          | Válogatottság | Gólok | Klub                 |
| ---- | ----- | --------------------- | ------------------------------ | ------------- | ----- | -------------------- |
| 1    | K     | Wuilker Faríñez       | 1998. február 15. (27 éves)    | 13            | 0     | Millonarios          |
| 12   | K     | Joel Graterol         | 1997. február 13. (28 éves)    | 0             | 0     | Zamora               |
| 22   | K     | Rafael Romo           | 1990. február 25. (35 éves)    | 12            | 0     | APOEL                |
| 2    | V     | Mikel Villanueva      | 1993. április 14. (31 éves)    | 19            | 2     | Gimnàstic            |
| 3    | V     | Yordan Osorio         | 1994. május 10. (30 éves)      | 9             | 0     | Vitória de Guimarães |
| 4    | V     | Jhon Chancellor       | 1992. január 2. (33 éves)      | 11            | 0     | Al-Ahli              |
| 14   | V     | Luis Mago             | 1994. szeptember 15. (30 éves) | 4             | 1     | Palestino            |
| 16   | V     | Roberto Rosales       | 1988. november 20. (36 éves)   | 75            | 1     | Espanyol             |
| 20   | V     | Ronald Hernández      | 1997. szeptember 21. (27 éves) | 7             | 0     | Stabæk               |
| 21   | V     | Rolf Feltscher        | 1990. október 6. (34 éves)     | 18            | 0     | Los Angeles Galaxy   |
| 5    | KP    | Júnior Moreno         | 1993. július 20. (31 éves)     | 13            | 1     | D.C. United          |
| 6    | KP    | Yangel Herrera        | 1998. január 7. (27 éves)      | 12            | 1     | Huesca               |
| 7    | KP    | Darwin Machís         | 1993. február 7. (32 éves)     | 15            | 2     | Cádiz                |
| 8    | KP    | Tomás Rincón          | 1988. január 13. (37 éves)     | 94            | 1     | Torino (Captain)     |
| 10   | KP    | Jefferson Savarino    | 1996. november 11. (28 éves)   | 8             | 0     | Real Salt Lake       |
| 11   | KP    | Juan Pablo Añor       | 1994. január 24. (31 éves)     | 15            | 1     | Huesca               |
| 13   | KP    | Luis Manuel Seijas    | 1986. június 23. (38 éves)     | 68            | 2     | Santa Fe             |
| 15   | KP    | Jhon Murillo          | 1995. november 21. (29 éves)   | 22            | 4     | Tondela              |
| 18   | KP    | Adalberto Peñaranda   | 1997. május 31. (27 éves)      | 14            | 0     | Watford              |
| 19   | KP    | Arquímedes Figuera    | 1989. október 6. (35 éves)     | 23            | 1     | Deportivo La Guaira  |
| 9    | CS    | Fernando Aristeguieta | 1992. április 9. (32 éves)     | 17            | 1     | Morelia              |
| 17   | CS    | Josef Martínez        | 1993. május 19. (31 éves)      | 48            | 10    | Atlanta United       |
| 23   | CS    | Salomón Rondón        | 1989. szeptember 16. (35 éves) | 72            | 22    | Newcastle United     |

## Válogatottsági rekordok
Az adatok 2016. november 15. állapotoknak felelnek meg.
- A még aktív játékosok félkövérrel vannak megjelölve.

| #  | Játékos             | Időszak   | Vál. | Gól |
| -- | ------------------- | --------- | ---- | --- |
| 1  | Juan Arango         | 1999–2015 | 129  | 23  |
| 2  | José Manuel Rey     | 1997–2011 | 115  | 11  |
| 3  | Jorge Alberto Rojas | 1999–2009 | 91   | 3   |
| 4  | Miguel Mea Vitali   | 1999–2012 | 85   | 1   |
| 5  | Oswaldo Vizcarrondo | 2004–     | 81   | 8   |
| 5  | Tomás Rincón        | 2008–     | 81   | 0   |
| 7  | Gabriel Urdaneta    | 1996–2005 | 77   | 9   |
| 7  | Luis Vallenilla     | 1996–2007 | 77   | 1   |
| 9  | Roberto Rosales     | 2007–     | 68   | 0   |
| 10 | Luis Manuel Seijas  | 2006–     | 67   | 2   |

| #  | Játékos             | Időszak   | Gól | Vál. | Átlag |
| -- | ------------------- | --------- | --- | ---- | ----- |
| 1  | Juan Arango         | 1999–2015 | 23  | 129  | 0.18  |
| 2  | Giancarlo Maldonado | 2003–2011 | 22  | 65   | 0.33  |
| 3  | Salomón Rondón      | 2008–     | 18  | 57   | 0.32  |
| 4  | Ruberth Morán       | 1996–2007 | 14  | 65   | 0.22  |
| 5  | Daniel Arismendi    | 2006–2011 | 11  | 31   | 0.35  |
| 5  | José Manuel Rey     | 1997–2011 | 11  | 115  | 0.10  |
| 5  | Nicolás Fedor       | 2006–     | 11  | 53   | 0.21  |
| 8  | Gabriel Urdaneta    | 1996–2005 | 9   | 77   | 0.12  |
| 8  | Josef Martínez      | 2011–     | 9   | 37   | 0.24  |
| 10 | Oswaldo Vizcarrondo | 2004–     | 8   | 81   | 0.10  |

### Ismert játékosok
- Juan Arango
- José Luis Dolgetta
- Rafael Dudamel
- Massimo Margiotta
- Luis Mendoza
- Alejandro Moreno
- Ruberth Morán
- Fernando de Ornelas
- Stalin Rivas
- Gabriel Urdaneta
- Félix Hernandez
- Giancarlo Maldonado

## Lásd még
- Venezuelai női labdarúgó-válogatott